# Національна премія України імені Тараса Шевченка — лауреати 2013 року
Список лауреатів Національної премії України імені Тараса Шевченка за 2013 рік
| Номінація                                 | Лауреат                                      | Обґрунтування |
| ----------------------------------------- | -------------------------------------------- | --- |
| Театральне мистецтво                      | Богомазов Дмитро Михайлович                  | за вистави «Гамлет» У. Шекспіра Одеського академічного українського музично-драматичного театру імені В. Василька, «Гості прийдуть опівночі» А. Міллера Київського академічного театру драми і комедії на лівому березі Дніпра та «Щуролов» О. Гріна Київського театру «Вільна сцена» |
| Література                                | Коваленко Леонід Никифорович (Леонід Горлач) | за книгу поезій «Знак розбитого ярма» |
| Народне і декоративно-прикладне мистецтво | Печорний Петро Петрович                      | за серію керамічних тарелей за мотивами творів Тараса Шевченка |

Премії у номінаціях «Літературознавство та мистецтвознавство», «Публіцистика і журналістика», «Кінематографія», «Музичне мистецтво», «Концертно-виконавське мистецтво» та «Образотворче мистецтво» цього року не присуджені.
На 2013 рік розмір Національної премії України імені Тараса Шевченка встановлений у розмірі 260 тисяч гривень кожна.
Вручення премій відбулося 6 березня 2013 року Президентом України Віктором Януковичем у Шевченківському національному заповіднику